# Srbové v Chorvatsku
Srbové v Chorvatsku (srbochorvatsky Срби у Хрватској / Srbi u Hrvatskoj) nebo chorvatští Srbové (srbochorvatsky хрватски Срби / hrvatski Srbi) tvoří největší národnostní menšinu v Chorvatsku. Jsou převážně pravoslavní křesťané podle náboženství, na rozdíl od Chorvatů, kteří jsou katolíci.
V některých oblastech současného Chorvatska, hlavně v jižní Dalmácii, byli etničtí Srbové přítomni zřejmě již od raného středověku. Srbové z dnešního Srbska a Bosny a Hercegoviny začali aktivně migrovat do Chorvatska v době, kdy byla Habsburská monarchie zapojena do série válek proti Osmanské říši. K několika migračním vlnám došlo po roce 1538, kdy jim císař Ferdinand I. udělil právo usadit se na území Vojenské hranice. Výměnou za půdu a osvobození od daní museli vykonávat vojenskou službu a podílet se na ochraně hranic. Osídlili dalmatské vnitrozemí, Liku, Kordun, Banovinu, Slavonii a západní Srem. Od počátku 20. století vládla Chorvatsko-Slavonskému království až do zániku Rakouska-Uherska chorvatsko-srbská koalice vedená Chorvatem Frano Supilem a Srbem Svetozarem Pribićevićem. Po vzniku Království Srbů, Chorvatů a Slovinců v roce 1918 (později přejmenovaného na Jugoslávii) se několik tisíc Srbů přestěhovalo na chorvatské území. Během druhé světové války byli Srbové terčem vyhlazování ze strany ustašovců v loutkovém státu nacistického Německa - Nezávislého státu Chorvatsko (NDH).
V začátcích rozpadu Jugoslávie a chorvatském vyhlášení nezávislosti se Srbové žijící v Chorvatsku vzbouřili proti chorvatské vládě a na části chorvatského území vyhlásili Republiku srbská Krajina (RSK), což vedlo k chorvatské válce za nezávislost (1991). –1995). Několik vůdců RSK bylo později ICTY odsouzeno za válečné zločiny. Po operaci Bouře chorvatské armády RSK zanikla, její území bylo znovu začleněno do Chorvatska a přibližně 200 000 Srbů ze země uprchlo. V poválečném období byli Srbové vystaveni diskriminačním opatřením a rétorice, včetně překážek v zaměstnání a vlastnických práv a používání menšinových jazyků. Popírání genocidy v NDH bylo také častým problémem. Po volbách v roce 2020 byl Boris Milošević, člen Nezávislé demokratické srbské strany (SDSS) a předseda Srbské národní rady, zvolen jedním ze čtyř místopředsedů vlády. Krátce poté chorvatské úřady a zástupci Srbů si společně připoměli události války z let 1991–95.
Mnoho význačných chorvatských Srbů se ve svých oborech stalo mezinárodně uznávanými, jako například Nikola Tesla, Milutin Milanković, Sava Šumanović, Rade Šerbedžija, Siniša Mihajlović a Peja Stojaković. Podle sčítání lidu z roku 2021 žilo v Chorvatsku 123 892 Srbů (3,2 % populace), kteří jsou chorvatskou ústavou uznáni za národnostní menšinu, a proto mají tři stálá křesla v chorvatském parlamentu.